# Freedom of the City
Die Freedom of the City (französisch droit de cité) ist im englischsprachigen Raum ein von verschiedenen Städten auf Lebenszeit verliehener Titel. Ihre ungefähre Entsprechung im deutschsprachigen Raum ist in vielen Fällen die Ehrenbürgerschaft der Stadt, und so wird sie medial auch oft verstanden; allerdings gibt es auch Fälle, in denen die Freedom of the City explizit nicht als Auszeichnung intendiert ist und daher nicht mit einer deutschsprachigen Ehrenbürgerschaft gleichgesetzt werden kann – näher hierzu die Darstellung unten zu London.
Träger einer Freedom of the City  werden als Freeman of the City bezeichnet, auch Frauen. Außerdem wird die Freedom of the City gelegentlich Militäreinheiten zuerkannt. Diese haben dann das Recht, durch die Stadt zu marschieren.

## Geschichte

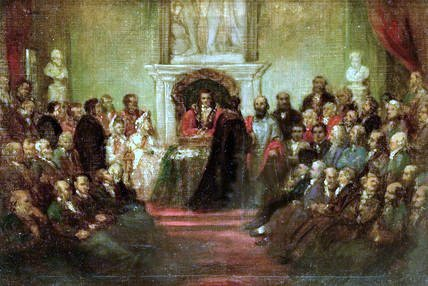
Ehrung von Giuseppe Garibaldi (1807–1882) mit der Freedom of the City am 20. April 1864
Ölgemälde von John Gilbert (1817–1897)

Entstanden im Königreich England des 13. Jahrhunderts, veränderten sich Form, Art und Weise und Bedeutung der Auszeichnung bis ins heutige 21. Jahrhundert. Die Ursprünge der Tradition liegen im Feudalsystem des englischen Mittelalters begründet, als weite Teile der Bevölkerung als Leibeigene von einem Feudalherrn abhängig waren. Wer die Freedom einer freien, d. h. sich selbst verwaltenden und keinem Adeligen untertanen Stadt erlangte, wurde dadurch zum vollwertigen Stadtbürger und aus den Bindungen der Leibeigenschaft gelöst. Der entsprechende Rechtsgedanke wurde im deutschen Sprachraum unter dem Schlagwort „Stadtluft macht frei“ formuliert.
Es wird angenommen, dass die erste Vergabe einer Freedom of the City 1237 in London vorgenommen wurde, das bereits damals die mit Abstand wichtigste englische Stadt war und deren althergebrachte Freiheiten und Privilegien in der Magna Carta gewährleistet wurden. Mit der Ehrung und Gewährung von Freiheitsrechten waren aber auch Pflichten verbunden. In London beispielsweise waren damit die Rules for the Conduct of Life und die Declaration of a Freeman von 1738 Pflicht und mussten unterzeichnet werden, die Declaration zudem auch mündlich aufgesagt. Beide sind immer noch gültig und verpflichten unter anderem dazu, dem König oder der Königin Gehorsam zu leisten und Schaden von der Stadt abzuwenden.
Die irische Hauptstadt Dublin erteilte einem Freeman das Recht, Waren ohne Verzollung durch das Stadttor in die Stadt bringen zu dürfen und, wie auch in London, an der Wahl von Stadtparlament und Bürgermeister teilzunehmen. Nach dem Gesetz von 1454 musste der Privilegierte allerdings jederzeit in der Lage sein, die Stadt zu verteidigen, und im Besitz eines Helms, eines Schwertes und von Pfeil und Bogen sein.
In London war der Status des Freeman of the City bis 1835 absolut notwendig, um Handel in der Stadt treiben zu können. Gleichzeitig war die Mitgliedschaft in einer Gilde (Livery Company) unverzichtbar; erst seit besagtem Jahr ist es möglich, Freeman zu werden, ohne Mitglied einer Livery Company zu sein.
Mit der britischen Kolonisierung anderer Länder wurde auch die Tradition der Freedom of the City in die Welt getragen. Allerdings verschwanden mit der Demokratisierung in den letzten 150 Jahre auch nach und nach die Privilegien. Die Tradition der Ehrung und Auszeichnung aber blieb.

## Heute
Freedom of the City wird in einzelnen Städten der folgenden Länder noch heute als Ehrung für außerordentliche Verdienste vergeben: Australien, Irland, Kanada, Neuseeland, Simbabwe, Südafrika, Vereinigtes Königreich und Vereinigte Staaten von Amerika.
Mit der Verleihung waren früher besondere wirtschaftliche und politische Vorrechte in der jeweiligen Stadt verbunden, die aber heute in den allgemeinen demokratischen Grundrechten, entsprechend den jeweiligen Verfassungen der betreffenden Länder, enthalten sind. Juristisch ist die Freedom of the City daher bedeutungslos. Zwar gehen laut Londoner Tradition mit der Freedom of the City of London noch einige alte Privilegien einher, so etwa das Recht, im Fall eines Todesurteils an einem seidenen Galgenstrick gehenkt zu werden oder innerhalb der Stadt offen Schwert zu tragen, doch sind derartige Besonderheiten mittlerweile lange obsolet und auch in ihrer formalen Existenz zweifelhaft. Einzig das angebliche Recht eines Freeman, Schafe (zollfrei) über London Bridge treiben zu dürfen, wird manchmal wahrgenommen, heute jedoch in erster Linie im Rahmen medienwirksamer Spendensammelaktionen.

## Sonderfall City of London

### Qualifikation
Die bekannteste und traditionsreichste Freedom of the City Großbritanniens, die der City of London, ist nicht nur wegen ihrer weit zurückreichenden Geschichte ein Sonderfall, sondern auch hinsichtlich der Umstände ihrer Verleihung: Sie stellt nicht zwangsläufig eine hohe Ehrung dar, sondern ist auch für Nichtprominente erreichbar.
In ihrer gegenwärtigen Form wird die Freedom of the City of London in zwei Varianten verliehen, als reguläre und als honorary Freedom; nur letztere kann als hohe Auszeichnung, etwa vergleichbar einer deutschen Ehrenbürgerschaft, verstanden werden, und wird auf Beschluss des Court of Common Council, des Unterhauses des Stadtrates der City, verliehen. Einen Unterschied im rechtlichen Status gibt es zwischen beiden Varianten nicht; allerdings legt die Verwaltungsbehörde der City, die City of London Corporation, Wert auf die Differenzierung zwischen der „Honorary Freedom“ für einen besonders Geehrten und der „gewöhnlichen“ Freedom. Inhaber der letzteren erhalten bei der Verleihungszeremonie eine schriftliche Ermahnung, dass sie nicht den Anschein erwecken sollen, die Freedom als eine besondere Ehrung erhalten zu haben.
Für „Normalsterbliche“ gibt es demgegenüber mehrere verschiedene Wege zu diesem Status:
- Der häufigste Weg ist die freedom by redemption, die in zwei Varianten existiert. Entweder ist der Kandidat Mitglied einer Livery Company, die ihn der Stadtverwaltung als freeman vorschlägt. Anschließend kann er die vollwertige Mitgliedschaft der Livery Company als Liveryman erhalten, womit beispielsweise das Wahlrecht für die Wahl des Lord Mayor einhergeht. Alternativ können auch Mitglieder der beiden Kammern des Stadtrates der City (Aldermen und Common Councillors) Kandidaten für die Verleihung der freedom vorschlagen (freedom by nomination).
- Kinder von freemen haben ab dem Alter von 21 Jahren einen Anspruch auf Verleihung als freedom by patrimony.
- Wie in alten Zeiten besteht auch heute noch die Möglichkeit, die freedom by servitude durch Ableistung einer Lehrzeit von vier bis acht Jahren bei einem Handwerksmeister zu erhalten. Heute sind diese Lehrzeiten zumeist nur Formalitäten (sogenannte „colourable bindings“); nur in wenigen Fällen wird hier tatsächlich das entsprechende Handwerk erlernt.

Derzeit werden jährlich zwischen 1000 und 2000 Freedoms verliehen.

### Zeremonie
Verliehen wird die Freedom of the City of London in einer besonderen Zeremonie, die in der Guildhall, dem Rathaus der City, stattfindet und von einem zeremoniellen Verwaltungsbeamten, dem Clerk of the Chamberlain's Court unter Assistenz eines Bediensteten (Beadle) durchgeführt wird. Dabei wird dem Kandidaten ein Eid (declaration of a Freeman) abgenommen und eine Kopie eines Buches aus dem 18. Jahrhundert, das die Pflichten der Freemen erläutert und Ratschläge für ein aufrichtiges Leben gibt („Rules for the Conduct of Life“), überreicht. Überreicht wird ferner eine Urkunde (Freedom copy), die bis heute auf Schafspergament ausgestellt wird. Höhepunkt der Zeremonie ist der Handschlag, durch den der Clerk of the Chamberlain's Court den Kandidaten als neuen Freeman – den jüngsten der City, bis zur Aufnahme des nächsten Kandidaten – begrüßt.

Urkunde über die Freedom of the City of London aus dem Jahr 2023

### Wahlrecht
Für das aktive Wahlrecht bei Londoner Kommunalwahlen ist die Freedom of the City of London bedeutungslos. Für das passive Wahlrecht zu den Kommunalgremien der City (Court of Common Council und Court of Aldermen)  ist sie erforderlich. Daher wird Kandidaten, die für eines dieser Ämter kandidieren wollen, die Freedom verliehen (falls sie sie nicht bereits besitzen). Eine tatsächliche Hürde bei der Ausübung demokratischer Rechte stellt das Erfordernis der Freedom daher nicht dar.

### Historische Aufzeichnungen
Es sind in London bis ins Mittelalter zurückreichende Register früherer Freemen vorhanden, die u. a. für die genealogische Forschung von Interesse sind.

## Schlüssel zur Stadt
Einen ähnlichen historischen Hintergrund wie die Freedom of the City hat die besonders in Nordamerika verbreitete Tradition, einen symbolischen Schlüssel zur Stadt, d. h. den Stadttoren (Key to the City, französisch Clés de la ville), zu verleihen.